# Sant Climent de Llobregat
Sant Climent de Llobregat – gmina w Hiszpanii, w prowincji Barcelona, w Katalonii, o powierzchni 10,78 km². W 2011 roku gmina liczyła 3900 mieszkańców.